# Tragedia de San Román
La tragedia de San Román fue una toma de rehenes ocurrida el 23 de junio de 1995, en Caracas, Venezuela, después de que el robo de una casa fue frustrado y los delincuentes tomaron rehenes en la clínica cercana Urólogico San Román. Después de una operación de rescate fallida, el secuestro causó cinco muertos y ocho personas heridas. La descordinación policial durante el operativo recibió muchas críticas, y el fracaso de la misma, al igual que el del rescate del Secuestro de Terrazas del Ávila en 1996, fueron determinantes para el entrenamiento de la Brigada de Acciones Especiales del entonces Cuerpo Técnico de Policía Judicial y el éxito del Secuestro en Cúa en 1998.

## Secuestro
La tarde del viernes 23 de junio de 1995, Juan Manuel Méndez, Rubén Darío Rojas y Juan Antonio Alberto Peña fueron descubiertos mientras robaban una quinta de la urbanización San Román en Caracas. Ante la presencia de la policía municipal, huyeron hacia la Clínica Urológico San Román, situada en una quinta vecina. Hasta allí llegaron con un rehén, pero abajo fueron interceptados por agentes de la policía de Baruta. Se produjo un tiroteo en el cual Rubén Darío logró escapar. Los otros dos se afanaban en buscar una salida. Al percatarse de que estaban en una calle ciega, arrojaron al rehén hacia los policías y entraron al centro de otorrino anexo a la clínica. Siete mujeres se encontraban trabajando allí en ese momento, una médico, tres enfermeras, una recepcionista y dos secretarias.
Al verlos llegar dos de las mujeres corrieron a esconderse, una en un baño y otra en una caja de seguridad. Las otras cinco mujeres (Aída Molina, Gloria Ojeda, Zulay Quintero, Virginia Castro y Teresa Rodríguez) quedaron a merced de los secuestradores. El comisario Gustavo Moros, jefe de patrullaje de la Policía Municipal de Baruta asumió entonces las primeras negociaciones, trató de persuadir a los sujetos para que depusieran su actitud y se entregaran pacíficamente. La señora que se ocultaba en el baño comenzó a llamar desde su celular a diferentes cuerpos policiales.
La zona se fue llenando de policías, periodistas, dirigentes políticos y curiosos. En minutos, 300 funcionarios de los más disímiles cuerpos de seguridad coparon el terreno. 35 francotiradores tomaron posiciones, mientras camarógrafos y reporteros corrían detrás de los agentes que rodeaban el edificio. En vivo y en cadena nacional se transmitió la toma con rehenes de una clínica al sureste de la ciudad. Los secuestradores exigieron la entrega de un automóvil para salir y que nadie les siguiera. Las autoridades accedieron con la intención de ganar tiempo, al Comisario Alberto Morales de la PTJ le encargaron entregar el auto. Los hombres se prepararon para salir, se cubrieron el rostro con capuchas improvisadas y ordenaron a las mujeres en fila india. Por todos lados se oyeron gritos. La operación de rescate no parecía tener jefe; policías y políticos impartían órdenes y contraórdenes. La policía había entregado el vehículo sin llaves, lo que enfureció a los delincuentes, quienes pidieron otro auto.
El comisario Morales subió con un nuevo Toyota, esta vez de color rojo. Lo estacionó a pocos metros del sitio en el que estaba el otro. Se apeó lenta y cuidadosamente mostrando las manos en todo momento, abrió las portezuelas y con los brazos a medio levantar se dio la vuelta para regresar a pie. En ese momento creció la angustia de las retenidas debido a que los delincuentes se negaron a bajar, pues decididos a jugarse la última carta, organizaron el trasbordo. Esta vez el grupo era más compacto. Antonio Peña salió adelante rodeando el cuello de Aída con su brazo. Dos francotiradores, uno de la DISIP y otro de la PTJ que tenían la orden de neutralizar a los secuestradores, se ocultaban en puntos equidistantes. Debían esperar el momento propicio y actuar en sincronía.
La apretada masa de rehenes y hampones se situó al lado del auto. A las 5:30 de la tarde un proyectil golpeó la cabeza de Virginia Castro. Teresa Rodríguez volteó justo para ver a Antonio Peña accionando su pistola contra Aída Molina al tiempo que le decía: “como la policía me falló, ahora yo te mato a ti”. Peña se desplomó mientras Virginia se lanzaba malherida a una cuneta, buscando refugio de las balas. Desde allí pudo ver a su amiga Aída tirada en el piso. Juan Manuel había colocado a la doctora Gloria Ojeda como escudo y siete de los proyectiles dirigidos a él la impactaron. Sotero Pérez, jefe de la Brigada de Acciones Especiales, intentó acercarse por detrás, pero el hampón lo detectó y le disparó a la cabeza. Fue lo último que hizo antes de caer muerto. Una bala hirió en el ojo izquierdo a Zulay Quintero. Virginia Castro revelaría a la prensa que un policía que estaba escondido por detrás del estacionamiento efectuó el primer disparo.

## Consecuencias
En su autobiografía El Prisionero Rojo, Iván Simonovis comparó el Secuestro en Cúa y tomas de rehenes pasadas en Venezuela con la Masacre de Múnich, en la cual después del operativo de rescate fallido por parte de la Policía Federal Alemana y de las muertes de once atletas israelíes en 1972 se creó la unidad antiterrorista GSG9, en la cual se entrenó el BAE y que más adelante realizó la operación de asalto en el aeropuerto de Mogadiscio, rescatando a todos los rehenes. Simonovis explica que después del fracaso de los rescates en San Román y Terrazas del Ávila, se elaboraron manuales para situaciones de rehenes basados en las experiencias vividas y los protocolos internacionales de actuación, incluyendo planificación, despliegue, logística, cuerpo de mando, uso de fuerza y control de medios, los cuales fueron determinantes en el éxito del rescate en el Secuestro de Cúa.